# Патерсон (Нью-Джерсі)
Патерсон (англ. Paterson) — місто (англ. city) в США, в окрузі Пассаїк штату Нью-Джерсі. Населення — 159 732 особи (2020).

## Географія
Патерсон розташований за координатами 40°54′53″ пн. ш. 74°9′46″ зх. д. / 40.91472° пн. ш. 74.16278° зх. д. (40.914746, -74.162825).  За даними Бюро перепису населення США в 2010 році місто мало площу 22,54 км², з яких 21,83 км² — суходіл та 0,71 км² — водойми.

## Демографія

### Перепис 2010
Згідно з переписом 2010 року, у місті мешкало 146 199 осіб у 44 329 домогосподарствах у складі 32 731 родини. Було 47946 помешкань
Расовий склад населення:
| - 34,7 % — білих - 31,7 % — чорних або афроамериканців - 3,3 % — азіатів - 1,1 % — корінних американців - 23,9 % — осіб інших рас |

До двох чи більше рас належало 5,3 %. Частка іспаномовних становила 57,6 % від усіх жителів.
За віковим діапазоном населення розподілялося таким чином: 27,9 % — особи молодші 18 років, 63,2 % — особи у віці 18—64 років, 8,9 % — особи у віці 65 років та старші. Медіана віку мешканця становила 32,1 року. На 100 осіб жіночої статі у місті припадало 93,6 чоловіків;  на 100 жінок у віці від 18 років та старших — 89,9 чоловіків також старших 18 років.
Середній дохід на одне домашнє господарство  становив 47 967 доларів США (медіана — 32 915), а середній дохід на одну сім'ю — 52 183 долари (медіана — 37 424). Медіана доходів становила 33 634 долари для чоловіків та 28 663 долари для жінок. За межею бідності перебувало 29,1 % осіб, у тому числі 40,6 % дітей у віці до 18 років та 24,8 % осіб у віці 65 років та старших.
Цивільне працевлаштоване населення становило 56 639 осіб. Основні галузі зайнятості: освіта, охорона здоров'я та соціальна допомога — 22,9 %, виробництво — 16,2 %, роздрібна торгівля — 13,6 %.

### Перепис 2000
За даними перепису 2000 року
на території муніципалітету мешкало 145 643 людей, було 44 710 садиб та сімей.
Густота населення становила 6.826,4 осіб/км². З 44 710 садиб у 40,9 % проживали діти до 18 років, подружніх пар, що мешкали разом, було 39,4 %,
садиб, у яких господиня не мала чоловіка — 26,8 %, садиб без сім'ї — 25,4 %.
Власники 7,9 % садиб мали вік, що перевищував 65 років, а в 20,4 % садиб принаймні одна людина була старшою за 65 років. Кількість людей у середньому на садибу становила 3,25, а в середньому на родину 3,71.
Середній річний дохід на садибу становив 32 778 доларів США, а на родину — 35 420 доларів США. Чоловіки мали дохід 27 911 доларів, жінки — 22 733 доларів. Дохід на душу населення був 13 257 доларів. Приблизно 19,2 % родин та 22,2 % населення жили за межею бідності.
Медіанний вік населення становив 30 років. На кожних 100 жінок віком понад 18 років припадало 91,1 чоловіків.

## Відомі люди
- Семюел Кольт (1814—1862) — американський зброяр, промисловець, винахідник револьвера свого імені
- Січинський Володимир Юхимович (1894—1962) — український архітектор, графік і мистецтвознавець
- Френк Лаутенберг (1924—2013)
- Джозеф Майкл Стражинськи (* 1954)
- Еліс Вайт (1904—1983) — американська кіноактриса
- Джоан Керролл (1932—2016) — американська актриса.